# فريتز فيدلر
فريتز فيدلر (بالألمانية: Fritz Fiedler)‏ هو مهندس ومصمم ومخترِع ألماني، ولد في 9 يناير 1899 في بوتسدام في ألمانيا، وتوفي في 8 يوليو 1972 في Schliersee (lake) ‏ في ألمانيا.